# Prasophyllum fecundum
Prasophyllum fecundum är en orkidéart som beskrevs av Robert J. Bates. Prasophyllum fecundum ingår i släktet Prasophyllum och familjen orkidéer.
Artens utbredningsområde är Sydaustralien. Inga underarter finns listade i Catalogue of Life.